# 查干郭勒河

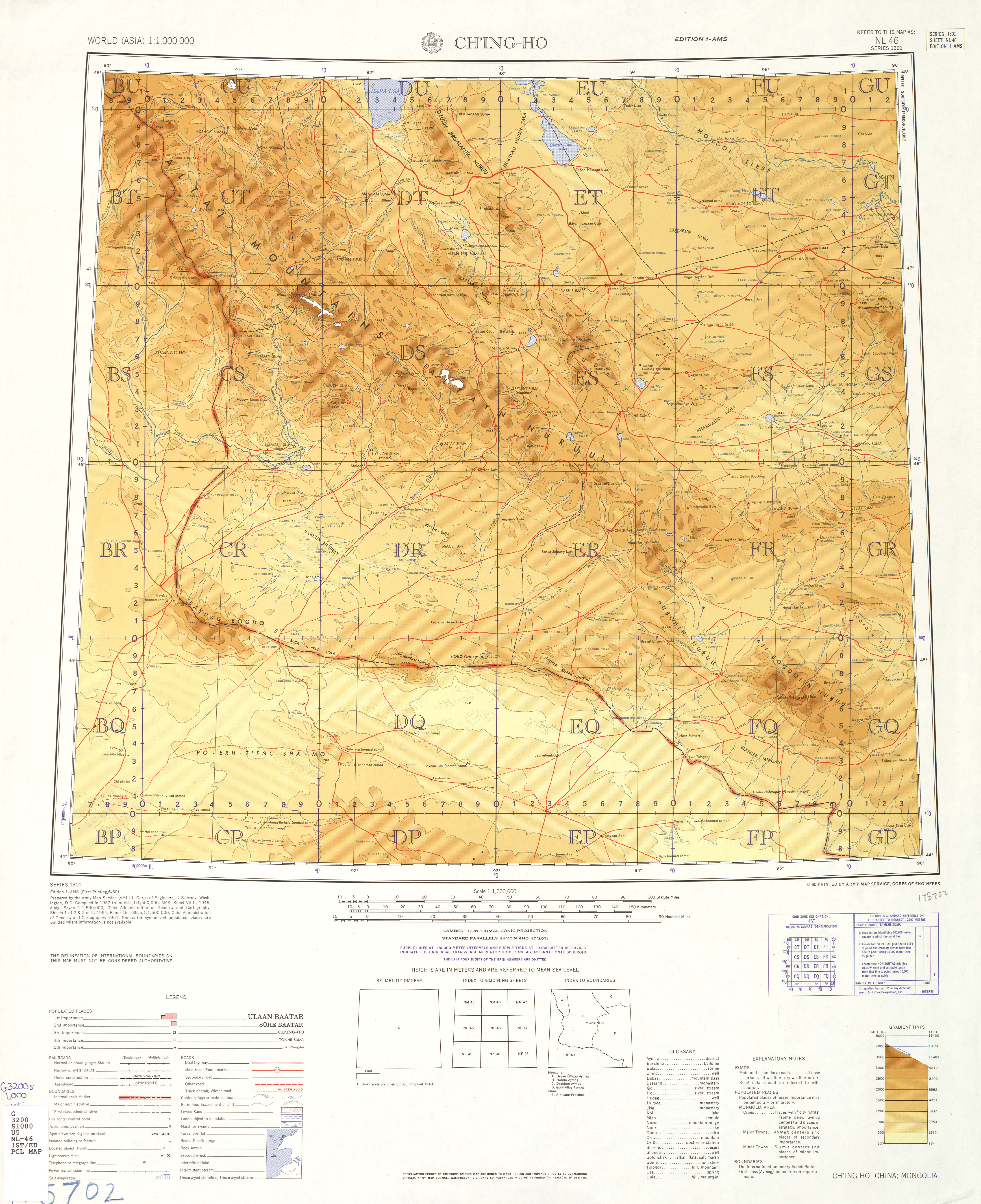
青河县附近中蒙边界地区地形图，查干郭勒河（Tsagaan Gol）位于编号CS区域内。

查干郭勒河位于中华人民共和国新疆维吾尔自治区阿勒泰地区青河县东部的一条河流，是乌伦古河左岸支流，河名蒙古语意为“白色的河”。上游称喀拉巴勒其克河或哈尔巴勒其格河，发源于阿尔泰山东部喀拉巴勒其克山西南坡、卡曾达坂附近，自北向南流约22千米后左纳冬布特河后折向西北流，于查干郭勒乡江布塔斯村以北约3.5千米处转南流，经江布塔斯村、查干郭勒水库和查干郭勒乡政府驻地后，转向西南流入丘陵区，经克孜勒萨依村、博塔莫音村、克孜勒萨依水库、阿尕什敖包乡唐巴玉孜尔村等地，最后于阿尕什敖包乡政府驻地以南约3千米处汇入乌伦古河。河流全长98千米，流域面积1954平方千米，年均径流量约0.8亿立方米。
2019年阿勒泰地区行政公署公布的河流湖泊管理范围的公告，查干郭勒河左岸管理范围边界线长100千米，右岸为99.1千米。